# Tour de Berne féminin 2006
La 26e édition du Tour de Berne féminin a lieu le 23 avril 2006. C'est la cinquième épreuve de la Coupe du monde, compétition qu'elle rejoint cette année-là. Elle est remportée par la Kazakhe Zulfiya Zabirova.

## Équipes
| Équipes féminines professionnelles (18)- @Work Cycling Team - AA Drink-Cycling Team - A.S. Team FRW - Buitenpoort-Flexpoint - Bigla - Bianchi-Aliverti-Kookai - Bizkaia-Panda Software-Durango - ELK Haus Nö - Fenixs-Colnago - Giant Pro Cycling - Lotto-Belisol Ladiesteam - Nobili Rubinetterie-Menikini - Equipe Nürnberger Versicherung - Les Pruneaux d'Agen - Safi-Pasta Zara Manhattan - T-Mobile - Top Girls Fassa Bortolo Raxy Line - Univega Pro Cycling Team Équipes nationales (9)- Allemagne - Australie - États-Unis - France - Italie - Nouvelle-Zélande - Pays-Bas - Russie - Suisse Équipe féminine amateur- Stevens Switserland |
| |

## Parcours
Le circuit long de 20,8 km est parcouru six fois. Il comporte une côte longue de 1 km. Sinon, il est principalement plat.

## Favorites
Le circuit est principalement plat et doit convenir aux sprinteuses. Ina-Yoko Teutenberg est une des favorites, tout comme Tina Mayolo Pic ou Olga Slioussareva. Mirjam Melchers  et Edita Pučinskaitė sont en forme et pourraient s'imposer. Pour la Suisse, Nicole Brändli semble le meilleur espoir.

## Récit de la course
Il y a beaucoup d'attaque, surtout de l'équipe Bigla. Amber Neben parvient à prendre de l'avance dans le troisième tour. La formation Univega prend en charge la poursuite et reprend l'Américaine. Dans la cinquième ascension de la côte, Nicole Brändli provoque une sélection et réduit le peloton à vingt unités. Ina-Yoko Teutenberg est notamment distancée, elle revient par la suite néanmoins.  Olga Zabelinskaya passe à l'offensive. Elle est reprise dans la dernière montée de la difficulté. Aucune coureuse ne parvient à y faire la différence. Les coureuses de la Bigla multiplient les escarmouches, mais c'est Zoulfia Zabirova qui trouve la faille sous la flamme rouge pour s'imposer seule. Derrière, Oenone Wood règle le peloton.

## Classements

### Classement final
| \| Classement général \| Classement général \| Classement général \| Classement général \| Classement général \| \| Coureuse \| Coureuse \| Pays \| Équipe \| Temps \| \| ------------------ \| ---------------------- \| ------------------ \| ------------------------------ \| ------------------ \| \| 1re \| Zulfiya Zabirova \| Kazakhstan \| Bigla \| 3 h 02 min 06 s \| \| 2e \| Oenone Wood \| Australie \| Equipe Nürnberger Versicherung \| + 2 s \| \| 3e \| Olga Sljussarewa \| Russie \| Russie \| + 2 s \| \| 4e \| Judith Arndt \| Allemagne \| T-Mobile \| + 2 s \| \| 5e \| Nicole Cooke \| Royaume-Uni \| Univega Pro Cycling Team \| + 2 s \| \| 6e \| Modesta Vžesniauskaitė \| Lituanie \| A.S. Team FRW \| + 2 s \| \| 7e \| Marianne Vos \| Pays-Bas \| Pays-Bas \| + 2 s \| \| 8e \| Annette Beutler \| Suisse \| ELK Haus Nö \| + 2 s \| \| 9e \| Edita Pučinskaitė \| Lituanie \| Nobili Rubinetterie-Menikini \| + 2 s \| \| 10e \| Trixi Worrack \| Allemagne \| Equipe Nürnberger Versicherung \| + 2 s \| |                        |             |                                |                 |
| |                        |             |                                |                 |
| Source : Cycling Quotient |                        |             |                                |                 |
| Classement général |                        |             |                                |                 |
| Coureuse | Coureuse               | Pays        | Équipe                         | Temps           |
| 1re | Zulfiya Zabirova       | Kazakhstan  | Bigla                          | 3 h 02 min 06 s |
| 2e | Oenone Wood            | Australie   | Equipe Nürnberger Versicherung | + 2 s           |
| 3e | Olga Sljussarewa       | Russie      | Russie                         | + 2 s           |
| 4e | Judith Arndt           | Allemagne   | T-Mobile                       | + 2 s           |
| 5e | Nicole Cooke           | Royaume-Uni | Univega Pro Cycling Team       | + 2 s           |
| 6e | Modesta Vžesniauskaitė | Lituanie    | A.S. Team FRW                  | + 2 s           |
| 7e | Marianne Vos           | Pays-Bas    | Pays-Bas                       | + 2 s           |
| 8e | Annette Beutler        | Suisse      | ELK Haus Nö                    | + 2 s           |
| 9e | Edita Pučinskaitė      | Lituanie    | Nobili Rubinetterie-Menikini   | + 2 s           |
| 10e | Trixi Worrack          | Allemagne   | Equipe Nürnberger Versicherung | + 2 s           |

## Liste des participantes
| Légende | Légende                                                                    | Légende | Légende                                                    |
| ------- | -------------------------------------------------------------------------- | ------- | ---------------------------------------------------------- |
| Num     | Dossard de départ porté par le coureur sur ce Tour de Berne                | Pos     | Position à l'arrivée de la course                          |
|         | Indique un maillot de champion national ou mondial, suivi de sa spécialité | NP      | Indique un coureur qui n'a pas pris le départ de la course |
| AB      | Indique un coureur qui n'a pas terminé la course                           | HD      | Indique un coureur qui a terminé la course hors des délais |

| Nobili Rubinetterie-Menikini NMC | Nobili Rubinetterie-Menikini NMC | Nobili Rubinetterie-Menikini NMC |
| -------------------------------- | -------------------------------- | -------------------------------- |
| Num                              | Coureuse                         | Pos                              |
| 1                                | Edita Pučinskaitė (LTU)          | 9e                               |
| 2                                | Sigrid Corneo (ITA)              | 42e                              |
| 3                                | Olivia Gollan (AUS)              | AB                               |
| 4                                | Miho Oki (JPN) (route)           | 19e                              |
| 6                                | Marta Vilajosana (ESP)           | 43e                              |
| 9                                | Evelyn García                    | 39e                              |

| Equipe Nürnberger Versicherung NUR | Equipe Nürnberger Versicherung NUR | Equipe Nürnberger Versicherung NUR |
| ---------------------------------- | ---------------------------------- | ---------------------------------- |
| Num                                | Coureuse                           | Pos                                |
| 12                                 | Eva Lutz (GER)                     | 53e                                |
| 13                                 | Regina Schleicher (GER) (route)    | 56e                                |
| 15                                 | Oenone Wood (AUS)                  | 2e                                 |
| 16                                 | Trixi Worrack (GER)                | 10e                                |
| 18                                 | Tina Liebig (GER)                  | 72e                                |
| 19                                 | Katherine Bates (AUS) (route)      | 54e                                |

| Buitenpoort-Flexpoint BFL | Buitenpoort-Flexpoint BFL       | Buitenpoort-Flexpoint BFL |
| ------------------------- | ------------------------------- | ------------------------- |
| Num                       | Coureuse                        | Pos                       |
| 21                        | Loes Gunnewijk (NED)            | 26e                       |
| 22                        | Tanja Schmidt-Hennes (GER)      | 40e                       |
| 23                        | Susanne Ljungskog (SWE) (route) | 11e                       |
| 24                        | Mirjam Melchers (NED)           | AB                        |
| 25                        | Amber Neben (USA)               | 60e                       |
| 26                        | Madeleine Sandig (GER)          | 38e                       |

| Univega Pro Cycling Team UPT | Univega Pro Cycling Team UPT | Univega Pro Cycling Team UPT |
| ---------------------------- | ---------------------------- | ---------------------------- |
| Num                          | Coureuse                     | Pos                          |
| 31                           | Nicole Cooke (GBR) (route)   | 5e                           |
| 32                           | Priska Doppmann (SUI)        | 33e                          |
| 33                           | Sarah Düster (GER)           | 67e                          |
| 34                           | Joanne Kiesanowski (NZL)     | 66e                          |
| 35                           | Christiane Soeder (AUT)      | 57e                          |
| 36                           | Karin Thürig (SUI)           | AB                           |

| T-Mobile TMP | T-Mobile TMP              | T-Mobile TMP |
| ------------ | ------------------------- | ------------ |
| Num          | Coureuse                  | Pos          |
| 41           | Kimberly Anderson (USA)   | 70e          |
| 42           | Judith Arndt (GER)        | 4e           |
| 44           | Kimberly Baldwin (USA)    | 51e          |
| 46           | Ina-Yoko Teutenberg (GER) | 55e          |
| 47           | Christina Becker (GER)    | AB           |
| 48           | Amy Moore (CAN)           | 69e          |

| Bigla BCT | Bigla BCT                      | Bigla BCT |
| --------- | ------------------------------ | --------- |
| Num       | Coureuse                       | Pos       |
| 51        | Nicole Brändli (SUI)           | 15e       |
| 52        | Noemi Cantele (ITA)            | 13e       |
| 53        | Andrea Graus (AUT) (route)     | 52e       |
| 54        | Monica Holler (SWE)            | 21e       |
| 55        | Andrea Knecht (SUI)            | 58e       |
| 56        | Zulfiya Zabirova (KAZ) (route) | 1re       |

| AA Drink-Cycling Team AAD | AA Drink-Cycling Team AAD | AA Drink-Cycling Team AAD |
| ------------------------- | ------------------------- | ------------------------- |
| Num                       | Coureuse                  | Pos                       |
| 61                        | Natalie Bates (AUS)       | AB                        |
| 62                        | Suzanne de Goede (NED)    | 24e                       |
| 63                        | Josephine Groenveld (NED) | 48e                       |
| 64                        | Theresa Senff (GER)       | 12e                       |
| 65                        | Adrie Visser (NED)        | 35e                       |
| 66                        | Kirsten Wild (NED)        | 28e                       |

| Fenixs-Colnago FEN | Fenixs-Colnago FEN         | Fenixs-Colnago FEN |
| ------------------ | -------------------------- | ------------------ |
| Num                | Coureuse                   | Pos                |
| 71                 | Maja Adamsen (DEN)         | AB                 |
| 72                 | Svetlana Boubnenkova (RUS) | 14e                |
| 73                 | Johanna Buick (NZL)        | AB                 |
| 74                 | Eva Lechner (ITA)          | 32e                |
| 76                 | Olga Zabelinskaïa (RUS)    | 29e                |
| 79                 | Elena Eifler (GER)         | HD                 |

| A.S. Team FRW FRW | A.S. Team FRW FRW            | A.S. Team FRW FRW |
| ----------------- | ---------------------------- | ----------------- |
| Num               | Coureuse                     | Pos               |
| 83                | Indrė Janulevičiūtė (LTU)    | AB                |
| 85                | Nina Ovcharenko (UKR)        | HD                |
| 86                | Modesta Vžesniauskaitė (LTU) | 6e                |
| 87                | Tatyana Palchynska (UKR)     | HD                |
| 88                | Laura Pisaneschi (ITA)       | AB                |
| 89                | Ombretta Ugolini (ITA)       | HD                |

| Bianchi-Aliverti-Kookai ALI | Bianchi-Aliverti-Kookai ALI         | Bianchi-Aliverti-Kookai ALI |
| --------------------------- | ----------------------------------- | --------------------------- |
| Num                         | Coureuse                            | Pos                         |
| 91                          | Mette Fischer Andreasen             | HD                          |
| 93                          | Lise Christensen                    | AB                          |
| 94                          | Trine Hansen                        | 25e                         |
| 95                          | Volha Hayeva (BLR)                  | 30e                         |
| 96                          | Edwige Pitel (FRA)                  | 16e                         |
| 97                          | Dorte Lohse Rasmussen (DEN) (route) | 34e                         |

| Safi-Pasta Zara Manhattan SAF | Safi-Pasta Zara Manhattan SAF | Safi-Pasta Zara Manhattan SAF |
| ----------------------------- | ----------------------------- | ----------------------------- |
| Num                           | Coureuse                      | Pos                           |
| 101                           | Veronica Andrèasson (SWE)     | 50e                           |
| 102                           | Sabrina Emmasi (SUI)          | AB                            |
| 103                           | Daniela Fusar Poli (ITA)      | AB                            |
| 104                           | Silvia Parietti (ITA) (route) | 22e                           |
| 105                           | Diana Žiliūtė (LTU)           | AB                            |
| 108                           | Luisa Tamanini (ITA)          | AB                            |

| Top Girls Fassa Bortolo Raxy Line TOG | Top Girls Fassa Bortolo Raxy Line TOG | Top Girls Fassa Bortolo Raxy Line TOG |
| ------------------------------------- | ------------------------------------- | ------------------------------------- |
| Num                                   | Coureuse                              | Pos                                   |
| 112                                   | Leticia Gil (ESP)                     | AB                                    |
| 113                                   | Tatiana Guderzo (ITA)                 | 47e                                   |
| 114                                   | Eneritz Iturriaga (ESP)               | AB                                    |
| 115                                   | Katia Longhin (ITA)                   | 36e                                   |
| 116                                   | Fabiana Luperini (ITA)                | 17e                                   |
| 118                                   | Anna Dal Ferro (ITA)                  | AB                                    |

| @Work Cycling Team HCT | @Work Cycling Team HCT         | @Work Cycling Team HCT |
| ---------------------- | ------------------------------ | ---------------------- |
| Num                    | Coureuse                       | Pos                    |
| 121                    | Andrea Bosman (NED)            | HD                     |
| 122                    | Loes Markerink (NED)           | AB                     |
| 123                    | Linda Poelstra-Ringlever (NED) | 74e                    |
| 124                    | Debby van den Berg (NED)       | HD                     |
| 128                    | Judith Helmink (NED)           | AB                     |
| 129                    | Liesbeth Bakker (NED)          |                        |

| Bizkaia-Panda Software-Durango BPD | Bizkaia-Panda Software-Durango BPD | Bizkaia-Panda Software-Durango BPD |
| ---------------------------------- | ---------------------------------- | ---------------------------------- |
| Num                                | Coureuse                           | Pos                                |
| 131                                | Cristina Alcalde (ESP)             | HD                                 |
| 133                                | Emma Johansson (SWE)               | HD                                 |
| 134                                | Iosune Murillo Elkano (ESP)        | AB                                 |
| 135                                | Maitane Telletxea (ESP)            | HD                                 |
| 136                                | Naiara Telletxea (ESP)             | 41e                                |

| ELK Haus Nö EHN | ELK Haus Nö EHN         | ELK Haus Nö EHN |
| --------------- | ----------------------- | --------------- |
| Num             | Coureuse                | Pos             |
| 141             | Annette Beutler (SUI)   | 8e              |
| 142             | Katharina Blum (GER)    | HD              |
| 144             | Karin Ruso (AUT)        | HD              |
| 145             | Patricia Schwager (SUI) | 46e             |
| 146             | Isabella Wieser (AUT)   | HD              |
| 149             | Helen Kelly (AUS)       | HD              |

| Lotto-Belisol Ladiesteam LBL | Lotto-Belisol Ladiesteam LBL | Lotto-Belisol Ladiesteam LBL |
| ---------------------------- | ---------------------------- | ---------------------------- |
| Num                          | Coureuse                     | Pos                          |
| 151                          | Claire Baxter (AUS)          | HD                           |
| 152                          | Ludivine Henrion (BEL)       | 18e                          |
| 153                          | Kim Schoonbaert (BEL)        | AB                           |
| 154                          | Inge van den Broeck (BEL)    | AB                           |
| 155                          | An Van Rie (BEL)             | 44e                          |
| 158                          | Liesbet De Vocht (BEL)       | HD                           |

| Les Pruneaux d'Agen LPA | Les Pruneaux d'Agen LPA         | Les Pruneaux d'Agen LPA |
| ----------------------- | ------------------------------- | ----------------------- |
| Num                     | Coureuse                        | Pos                     |
| 161                     | Élisabeth Chevanne-Brunel (FRA) | 27e                     |
| 162                     | Vicky Fournial (FRA)            | HD                      |
| 163                     | Sylvie Fragniere (FRA)          | HD                      |
| 164                     | Alexandra Le Hénaff (FRA)       | AB                      |
| 165                     | Sylvie Riedle (FRA)             | 68e                     |
| 166                     | Nadia Theuil (FRA)              | AB                      |

| Giant Pro Cycling GPC | Giant Pro Cycling GPC | Giant Pro Cycling GPC |
| --------------------- | --------------------- | --------------------- |
| Num                   | Coureuse              | Pos                   |
| 172                   | Yanxia Jiang (CHN)    | HD                    |
| 173                   | Meng Lang (CHN)       | HD                    |
| 175                   | Wu Yunmei (CHN)       | HD                    |
| 176                   | Zheng Puxiang (CHN)   | AB                    |
| 177                   | Xiangyin Ruan (CHN)   | AB                    |
| 178                   | Gao Min (CHN)         | 45e                   |

| Allemagne GER | Allemagne GER   | Allemagne GER |
| ------------- | --------------- | ------------- |
| Num           | Coureuse        | Pos           |
| 181           | Sabine Fischer  | HD            |
| 182           | Caroline Ibele  | HD            |
| 183           | Marlen Jöhrend  | HD            |
| 184           | Bianca Knöpfle  | 31e           |
| 186           | Claudia Stumpf  | AB            |
| 188           | Virginia Hennig | HD            |

| Australie AUS | Australie AUS    | Australie AUS |
| ------------- | ---------------- | ------------- |
| Num           | Coureuse         | Pos           |
| 191           | Hannah Banks     | AB            |
| 194           | Alexis Rhodes    | AB            |
| 195           | Amanda Spratt    | HD            |
| 196           | Candice Sullivan | HD            |
| 199           | Sally Cowman     | 23e           |

| Pays-Bas NED | Pays-Bas NED      | Pays-Bas NED |
| ------------ | ----------------- | ------------ |
| Num          | Coureuse          | Pos          |
| 201          | Sissy van Alebeek | AB           |
| 203          | Arenda Grimberg   | 75e          |
| 204          | Iris Slappendel   | 76e          |
| 205          | Sharon van Essen  | 49e          |
| 206          | Marianne Vos      | 7e           |
| 209          | Debby Mansveld    | AB           |

| Suisse SUI | Suisse SUI           | Suisse SUI |
| ---------- | -------------------- | ---------- |
| Num        | Coureuse             | Pos        |
| 211        | Alexandra Born       | HD         |
| 212        | Stefanie Burkhalter  | AB         |
| 213        | Astrid Gruskovnjak   | HD         |
| 214        | Marcelle Moser       | AB         |
| 215        | Ramona Weder         | AB         |
| 216        | Fabienne Wolfsberger | AB         |

| Italie ITA | Italie ITA            | Italie ITA |
| ---------- | --------------------- | ---------- |
| Num        | Coureuse              | Pos        |
| 221        | Monia Baccaille       | 20e        |
| 222        | Laura Bozzolo         | 62e        |
| 223        | Vera Carrara          | 59e        |
| 224        | Alessandra D'Ettorre  | HD         |
| 226        | Gessica Turato        | 63e        |
| 227        | Valentina Bastianelli | 71e        |

| États-Unis USA | États-Unis USA  | États-Unis USA |
| -------------- | --------------- | -------------- |
| Num            | Coureuse        | Pos            |
| 231            | Shannon Koch    | HD             |
| 232            | Rebecca Larson  | HD             |
| 233            | Meredith Miller | AB             |
| 234            | Tina Pic        | 37e            |
| 235            | Sarah Tillotson | AB             |
| 236            | Sima Trapp      | HD             |

| Russie RUS | Russie RUS          | Russie RUS |
| ---------- | ------------------- | ---------- |
| Num        | Coureuse            | Pos        |
| 241        | Tatiana Antoshina   | HD         |
| 242        | Natalja Bojarskaja  | 64e        |
| 244        | Natalia Prokurorova | AB         |
| 245        | Olga Sljussarewa    | 3e         |

| France FRA | France FRA             | France FRA |
| ---------- | ---------------------- | ---------- |
| Num        | Coureuse               | Pos        |
| 251        | Magalie Finot-Laivier  | HD         |
| 252        | Karine Gautard-Roussel | AB         |
| 253        | Marina Jaunâtre        | HD         |
| 254        | Magali Mocquery        | AB         |
| 255        | Aude Pollet            | AB         |
| 256        | Fanny Riberot          | 73e        |

| Nouvelle-Zélande NZL | Nouvelle-Zélande NZL | Nouvelle-Zélande NZL |
| -------------------- | -------------------- | -------------------- |
| Num                  | Coureuse             | Pos                  |
| 261                  | Marina Duvnjak       | HD                   |
| 262                  | Rosara Joseph        | 61e                  |
| 263                  | Michelle Kiesanowski | AB                   |
| 264                  | Amy Mosen            | HD                   |
| 265                  | Dale Tye             | AB                   |
| 266                  | Carissa Wilkes       | AB                   |

| Stevens Switserland ___ | Stevens Switserland ___  | Stevens Switserland ___ |
| ----------------------- | ------------------------ | ----------------------- |
| Num                     | Coureuse                 | Pos                     |
| 271                     | Megan Elliott (USA)      | HD                      |
| 272                     | Nicole Käser (SUI)       | HD                      |
| 273                     | Karin Metzler (SUI)      | HD                      |
| 274                     | Mirjam Hauser-Senn (SUI) | 65e                     |
| 276                     | Larssyn Rüegg (USA)      | HD                      |

| Nobili Rubinetterie-Menikini NMC | Nobili Rubinetterie-Menikini NMC | Nobili Rubinetterie-Menikini NMC |
| -------------------------------- | -------------------------------- | -------------------------------- |
| Num                              | Coureuse                         | Pos                              |
| 1                                | Edita Pučinskaitė (LTU)          | 9e                               |
| 2                                | Sigrid Corneo (ITA)              | 42e                              |
| 3                                | Olivia Gollan (AUS)              | AB                               |
| 4                                | Miho Oki (JPN) (route)           | 19e                              |
| 6                                | Marta Vilajosana (ESP)           | 43e                              |
| 9                                | Evelyn García                    | 39e                              |

| Equipe Nürnberger Versicherung NUR | Equipe Nürnberger Versicherung NUR | Equipe Nürnberger Versicherung NUR |
| ---------------------------------- | ---------------------------------- | ---------------------------------- |
| Num                                | Coureuse                           | Pos                                |
| 12                                 | Eva Lutz (GER)                     | 53e                                |
| 13                                 | Regina Schleicher (GER) (route)    | 56e                                |
| 15                                 | Oenone Wood (AUS)                  | 2e                                 |
| 16                                 | Trixi Worrack (GER)                | 10e                                |
| 18                                 | Tina Liebig (GER)                  | 72e                                |
| 19                                 | Katherine Bates (AUS) (route)      | 54e                                |

| Buitenpoort-Flexpoint BFL | Buitenpoort-Flexpoint BFL       | Buitenpoort-Flexpoint BFL |
| ------------------------- | ------------------------------- | ------------------------- |
| Num                       | Coureuse                        | Pos                       |
| 21                        | Loes Gunnewijk (NED)            | 26e                       |
| 22                        | Tanja Schmidt-Hennes (GER)      | 40e                       |
| 23                        | Susanne Ljungskog (SWE) (route) | 11e                       |
| 24                        | Mirjam Melchers (NED)           | AB                        |
| 25                        | Amber Neben (USA)               | 60e                       |
| 26                        | Madeleine Sandig (GER)          | 38e                       |

| Univega Pro Cycling Team UPT | Univega Pro Cycling Team UPT | Univega Pro Cycling Team UPT |
| ---------------------------- | ---------------------------- | ---------------------------- |
| Num                          | Coureuse                     | Pos                          |
| 31                           | Nicole Cooke (GBR) (route)   | 5e                           |
| 32                           | Priska Doppmann (SUI)        | 33e                          |
| 33                           | Sarah Düster (GER)           | 67e                          |
| 34                           | Joanne Kiesanowski (NZL)     | 66e                          |
| 35                           | Christiane Soeder (AUT)      | 57e                          |
| 36                           | Karin Thürig (SUI)           | AB                           |

| T-Mobile TMP | T-Mobile TMP              | T-Mobile TMP |
| ------------ | ------------------------- | ------------ |
| Num          | Coureuse                  | Pos          |
| 41           | Kimberly Anderson (USA)   | 70e          |
| 42           | Judith Arndt (GER)        | 4e           |
| 44           | Kimberly Baldwin (USA)    | 51e          |
| 46           | Ina-Yoko Teutenberg (GER) | 55e          |
| 47           | Christina Becker (GER)    | AB           |
| 48           | Amy Moore (CAN)           | 69e          |

| Bigla BCT | Bigla BCT                      | Bigla BCT |
| --------- | ------------------------------ | --------- |
| Num       | Coureuse                       | Pos       |
| 51        | Nicole Brändli (SUI)           | 15e       |
| 52        | Noemi Cantele (ITA)            | 13e       |
| 53        | Andrea Graus (AUT) (route)     | 52e       |
| 54        | Monica Holler (SWE)            | 21e       |
| 55        | Andrea Knecht (SUI)            | 58e       |
| 56        | Zulfiya Zabirova (KAZ) (route) | 1re       |

| AA Drink-Cycling Team AAD | AA Drink-Cycling Team AAD | AA Drink-Cycling Team AAD |
| ------------------------- | ------------------------- | ------------------------- |
| Num                       | Coureuse                  | Pos                       |
| 61                        | Natalie Bates (AUS)       | AB                        |
| 62                        | Suzanne de Goede (NED)    | 24e                       |
| 63                        | Josephine Groenveld (NED) | 48e                       |
| 64                        | Theresa Senff (GER)       | 12e                       |
| 65                        | Adrie Visser (NED)        | 35e                       |
| 66                        | Kirsten Wild (NED)        | 28e                       |

| Fenixs-Colnago FEN | Fenixs-Colnago FEN         | Fenixs-Colnago FEN |
| ------------------ | -------------------------- | ------------------ |
| Num                | Coureuse                   | Pos                |
| 71                 | Maja Adamsen (DEN)         | AB                 |
| 72                 | Svetlana Boubnenkova (RUS) | 14e                |
| 73                 | Johanna Buick (NZL)        | AB                 |
| 74                 | Eva Lechner (ITA)          | 32e                |
| 76                 | Olga Zabelinskaïa (RUS)    | 29e                |
| 79                 | Elena Eifler (GER)         | HD                 |

| A.S. Team FRW FRW | A.S. Team FRW FRW            | A.S. Team FRW FRW |
| ----------------- | ---------------------------- | ----------------- |
| Num               | Coureuse                     | Pos               |
| 83                | Indrė Janulevičiūtė (LTU)    | AB                |
| 85                | Nina Ovcharenko (UKR)        | HD                |
| 86                | Modesta Vžesniauskaitė (LTU) | 6e                |
| 87                | Tatyana Palchynska (UKR)     | HD                |
| 88                | Laura Pisaneschi (ITA)       | AB                |
| 89                | Ombretta Ugolini (ITA)       | HD                |

| Bianchi-Aliverti-Kookai ALI | Bianchi-Aliverti-Kookai ALI         | Bianchi-Aliverti-Kookai ALI |
| --------------------------- | ----------------------------------- | --------------------------- |
| Num                         | Coureuse                            | Pos                         |
| 91                          | Mette Fischer Andreasen             | HD                          |
| 93                          | Lise Christensen                    | AB                          |
| 94                          | Trine Hansen                        | 25e                         |
| 95                          | Volha Hayeva (BLR)                  | 30e                         |
| 96                          | Edwige Pitel (FRA)                  | 16e                         |
| 97                          | Dorte Lohse Rasmussen (DEN) (route) | 34e                         |

| Safi-Pasta Zara Manhattan SAF | Safi-Pasta Zara Manhattan SAF | Safi-Pasta Zara Manhattan SAF |
| ----------------------------- | ----------------------------- | ----------------------------- |
| Num                           | Coureuse                      | Pos                           |
| 101                           | Veronica Andrèasson (SWE)     | 50e                           |
| 102                           | Sabrina Emmasi (SUI)          | AB                            |
| 103                           | Daniela Fusar Poli (ITA)      | AB                            |
| 104                           | Silvia Parietti (ITA) (route) | 22e                           |
| 105                           | Diana Žiliūtė (LTU)           | AB                            |
| 108                           | Luisa Tamanini (ITA)          | AB                            |

| Top Girls Fassa Bortolo Raxy Line TOG | Top Girls Fassa Bortolo Raxy Line TOG | Top Girls Fassa Bortolo Raxy Line TOG |
| ------------------------------------- | ------------------------------------- | ------------------------------------- |
| Num                                   | Coureuse                              | Pos                                   |
| 112                                   | Leticia Gil (ESP)                     | AB                                    |
| 113                                   | Tatiana Guderzo (ITA)                 | 47e                                   |
| 114                                   | Eneritz Iturriaga (ESP)               | AB                                    |
| 115                                   | Katia Longhin (ITA)                   | 36e                                   |
| 116                                   | Fabiana Luperini (ITA)                | 17e                                   |
| 118                                   | Anna Dal Ferro (ITA)                  | AB                                    |

| @Work Cycling Team HCT | @Work Cycling Team HCT         | @Work Cycling Team HCT |
| ---------------------- | ------------------------------ | ---------------------- |
| Num                    | Coureuse                       | Pos                    |
| 121                    | Andrea Bosman (NED)            | HD                     |
| 122                    | Loes Markerink (NED)           | AB                     |
| 123                    | Linda Poelstra-Ringlever (NED) | 74e                    |
| 124                    | Debby van den Berg (NED)       | HD                     |
| 128                    | Judith Helmink (NED)           | AB                     |
| 129                    | Liesbeth Bakker (NED)          |                        |

| Bizkaia-Panda Software-Durango BPD | Bizkaia-Panda Software-Durango BPD | Bizkaia-Panda Software-Durango BPD |
| ---------------------------------- | ---------------------------------- | ---------------------------------- |
| Num                                | Coureuse                           | Pos                                |
| 131                                | Cristina Alcalde (ESP)             | HD                                 |
| 133                                | Emma Johansson (SWE)               | HD                                 |
| 134                                | Iosune Murillo Elkano (ESP)        | AB                                 |
| 135                                | Maitane Telletxea (ESP)            | HD                                 |
| 136                                | Naiara Telletxea (ESP)             | 41e                                |

| ELK Haus Nö EHN | ELK Haus Nö EHN         | ELK Haus Nö EHN |
| --------------- | ----------------------- | --------------- |
| Num             | Coureuse                | Pos             |
| 141             | Annette Beutler (SUI)   | 8e              |
| 142             | Katharina Blum (GER)    | HD              |
| 144             | Karin Ruso (AUT)        | HD              |
| 145             | Patricia Schwager (SUI) | 46e             |
| 146             | Isabella Wieser (AUT)   | HD              |
| 149             | Helen Kelly (AUS)       | HD              |

| Lotto-Belisol Ladiesteam LBL | Lotto-Belisol Ladiesteam LBL | Lotto-Belisol Ladiesteam LBL |
| ---------------------------- | ---------------------------- | ---------------------------- |
| Num                          | Coureuse                     | Pos                          |
| 151                          | Claire Baxter (AUS)          | HD                           |
| 152                          | Ludivine Henrion (BEL)       | 18e                          |
| 153                          | Kim Schoonbaert (BEL)        | AB                           |
| 154                          | Inge van den Broeck (BEL)    | AB                           |
| 155                          | An Van Rie (BEL)             | 44e                          |
| 158                          | Liesbet De Vocht (BEL)       | HD                           |

| Les Pruneaux d'Agen LPA | Les Pruneaux d'Agen LPA         | Les Pruneaux d'Agen LPA |
| ----------------------- | ------------------------------- | ----------------------- |
| Num                     | Coureuse                        | Pos                     |
| 161                     | Élisabeth Chevanne-Brunel (FRA) | 27e                     |
| 162                     | Vicky Fournial (FRA)            | HD                      |
| 163                     | Sylvie Fragniere (FRA)          | HD                      |
| 164                     | Alexandra Le Hénaff (FRA)       | AB                      |
| 165                     | Sylvie Riedle (FRA)             | 68e                     |
| 166                     | Nadia Theuil (FRA)              | AB                      |

| Giant Pro Cycling GPC | Giant Pro Cycling GPC | Giant Pro Cycling GPC |
| --------------------- | --------------------- | --------------------- |
| Num                   | Coureuse              | Pos                   |
| 172                   | Yanxia Jiang (CHN)    | HD                    |
| 173                   | Meng Lang (CHN)       | HD                    |
| 175                   | Wu Yunmei (CHN)       | HD                    |
| 176                   | Zheng Puxiang (CHN)   | AB                    |
| 177                   | Xiangyin Ruan (CHN)   | AB                    |
| 178                   | Gao Min (CHN)         | 45e                   |

| Allemagne GER | Allemagne GER   | Allemagne GER |
| ------------- | --------------- | ------------- |
| Num           | Coureuse        | Pos           |
| 181           | Sabine Fischer  | HD            |
| 182           | Caroline Ibele  | HD            |
| 183           | Marlen Jöhrend  | HD            |
| 184           | Bianca Knöpfle  | 31e           |
| 186           | Claudia Stumpf  | AB            |
| 188           | Virginia Hennig | HD            |

| Australie AUS | Australie AUS    | Australie AUS |
| ------------- | ---------------- | ------------- |
| Num           | Coureuse         | Pos           |
| 191           | Hannah Banks     | AB            |
| 194           | Alexis Rhodes    | AB            |
| 195           | Amanda Spratt    | HD            |
| 196           | Candice Sullivan | HD            |
| 199           | Sally Cowman     | 23e           |

| Pays-Bas NED | Pays-Bas NED      | Pays-Bas NED |
| ------------ | ----------------- | ------------ |
| Num          | Coureuse          | Pos          |
| 201          | Sissy van Alebeek | AB           |
| 203          | Arenda Grimberg   | 75e          |
| 204          | Iris Slappendel   | 76e          |
| 205          | Sharon van Essen  | 49e          |
| 206          | Marianne Vos      | 7e           |
| 209          | Debby Mansveld    | AB           |

| Suisse SUI | Suisse SUI           | Suisse SUI |
| ---------- | -------------------- | ---------- |
| Num        | Coureuse             | Pos        |
| 211        | Alexandra Born       | HD         |
| 212        | Stefanie Burkhalter  | AB         |
| 213        | Astrid Gruskovnjak   | HD         |
| 214        | Marcelle Moser       | AB         |
| 215        | Ramona Weder         | AB         |
| 216        | Fabienne Wolfsberger | AB         |

| Italie ITA | Italie ITA            | Italie ITA |
| ---------- | --------------------- | ---------- |
| Num        | Coureuse              | Pos        |
| 221        | Monia Baccaille       | 20e        |
| 222        | Laura Bozzolo         | 62e        |
| 223        | Vera Carrara          | 59e        |
| 224        | Alessandra D'Ettorre  | HD         |
| 226        | Gessica Turato        | 63e        |
| 227        | Valentina Bastianelli | 71e        |

| États-Unis USA | États-Unis USA  | États-Unis USA |
| -------------- | --------------- | -------------- |
| Num            | Coureuse        | Pos            |
| 231            | Shannon Koch    | HD             |
| 232            | Rebecca Larson  | HD             |
| 233            | Meredith Miller | AB             |
| 234            | Tina Pic        | 37e            |
| 235            | Sarah Tillotson | AB             |
| 236            | Sima Trapp      | HD             |

| Russie RUS | Russie RUS          | Russie RUS |
| ---------- | ------------------- | ---------- |
| Num        | Coureuse            | Pos        |
| 241        | Tatiana Antoshina   | HD         |
| 242        | Natalja Bojarskaja  | 64e        |
| 244        | Natalia Prokurorova | AB         |
| 245        | Olga Sljussarewa    | 3e         |

| France FRA | France FRA             | France FRA |
| ---------- | ---------------------- | ---------- |
| Num        | Coureuse               | Pos        |
| 251        | Magalie Finot-Laivier  | HD         |
| 252        | Karine Gautard-Roussel | AB         |
| 253        | Marina Jaunâtre        | HD         |
| 254        | Magali Mocquery        | AB         |
| 255        | Aude Pollet            | AB         |
| 256        | Fanny Riberot          | 73e        |

| Nouvelle-Zélande NZL | Nouvelle-Zélande NZL | Nouvelle-Zélande NZL |
| -------------------- | -------------------- | -------------------- |
| Num                  | Coureuse             | Pos                  |
| 261                  | Marina Duvnjak       | HD                   |
| 262                  | Rosara Joseph        | 61e                  |
| 263                  | Michelle Kiesanowski | AB                   |
| 264                  | Amy Mosen            | HD                   |
| 265                  | Dale Tye             | AB                   |
| 266                  | Carissa Wilkes       | AB                   |

| Stevens Switserland ___ | Stevens Switserland ___  | Stevens Switserland ___ |
| ----------------------- | ------------------------ | ----------------------- |
| Num                     | Coureuse                 | Pos                     |
| 271                     | Megan Elliott (USA)      | HD                      |
| 272                     | Nicole Käser (SUI)       | HD                      |
| 273                     | Karin Metzler (SUI)      | HD                      |
| 274                     | Mirjam Hauser-Senn (SUI) | 65e                     |
| 276                     | Larssyn Rüegg (USA)      | HD                      |

Source.